# Tony Schiavone
Noah Anthony (Tony) Schiavone jr. (Craigsville, Virginia, 7 november 1953) is een Amerikaanse commentator werkzaam voor de organisatie voor professioneel worstelen All Elite Wrestling.
Schiavone is iedere woensdag te zien naast Jim Ross en Excalibur tijdens Dynamite. Voorheen was hij werkzaam voor National Wrestling Alliance (NWA), WWE, WCW en maakte hij deel uit van de Monday Night Wars eind jaren negentig.